# Jordningssystem
Jordningssystem är den del inom elektriska distributionssystem som säkrar systemets jordning. Jordningssystemet har betydelse för elsäkerheten och elektromagnetisk kompatibilitet hos elförsörjningen. 
Regelverket för jordningssystem varierar kraftigt mellan olika länder. 

## IEC-terminologi
Den internationella standarden IEC 60364 skiljer mellan tre familjer av jordningsarrangemang, som använder tvåbokstavskoder TN, TT, och IT.
Den första bokstaven indikerar förbindelse mellan jord och elförsörjningsutrustning (generator eller transformator):
| "T" | – | Direkt förbindelse av en punkt till jord (Latin: terra).               |
| "I" | – | Ingen punkt är ansluten till jord (isolerad), förutom via högimpedans. |
Den andra bokstaven indikerar anslutning mellan jord och den elektriska enheten som tar emot elenergi:
| "T" | – | Direkt förbindelse med jord, oberoende av någon annan jordförbindelse i försörjningssystemet. |
| "N" | – | Förbindelse till jord via försörjningsnätverket.                                              |

## TN-koppling
| | | |
| TN-S: Separata skyddsjord- (PE) och neutralledare (N) från transformatorn till förbrukaren, som inte är ansluten i någon punkt efter distributionspunkten. | TN-C: Kombinerad PE- och N-ledare (PEN-ledare) hela vägen från transformatorn till den förbrukande enheten. | TN-C-S jordningssystem: Kombinerad PEN-ledare från transformatorn till byggnadens distributionspunkt, men separata PE- och N-ledare i fastinstallation inomhus samt hos flexibla kablar. |

PEN-ledare är en direktjordad ledare som har gemensam funktion som skyddsledare och neutralledare.
I Sverige matas hushållen enligt TN-C-S-koppling, det vill säga en kombinerad skyddsjord- och neutralledare (PEN-ledare) fram till distributionspunkten (gruppcentralen), där ledarna uppdelas till separata skyddsjord- och neutralledare. Uppdelningens syfte är att minska risken för jordströmmar (vagabonderande strömmar) och därmed öka elsäkerheten.

## TT-koppling
I ett TT-jordningssystem ansluts jordningen genom en lokal anslutning till jord, oberoende av jordningsanslutning vid generatorn.
Den stora fördelen med TT-jordningssystem är att den är fri från hög- och lågfrekventa störningar som kommer via neutralledaren från apparater anslutna till den. Det är därför som TT-jordning alltid har varit att föredra för speciella applikationer som till exempel telekommunikationscentraler som har nytta av störningsfri jordning. TT-jordade förbrukare riskerar inte heller att bli strömförande vid avbruten neutralledare.
Före eran med krav på installation av jordfelsbrytare (JFB) brukade TT-jordning vara oattraktivt för generell användning på grund av dess – i jämförelse med TN-jordning – sämre förmåga att hantera höga strömmar ifall kortslutning mellan fas och skyddsjord uppstår. Men då jordfelsbrytare förhindrar denna nackdel, har TT-jordning blivit attraktivt för installationer där all växelströmsel är skyddad med jordfelsbrytare.

## IT-koppling
I ett IT-jordningssystem kan distributionssystemet sakna anslutning till jord, eller så har systemet en jord med hög impedans. 
I IT-system med jordanslutning är det brukligt att använda någon form av isolationsbevakning för att kontinuerligt övervaka isolationsfel mellan fasledare och en utsatt del.